# Sweetwater (musikgrupp)
Sweetwater är ett psykedeliskt rockband från Kalifornien, aktivt under senare delen av 1960-talet och på det tidiga 1970-talet. Gruppen är främst känd för att ha deltagit i Woodstockfestivalen 1969.
Gruppens uppsättning var något speciell, men så var också slutet av 1960-talet en experimentell period för musiken. Sångerska i gruppen var Nanci Nevins, och hon tillsammans med R.G. Carlyle på gitarr, Alex Delzoppo på keyboard, Fred Herrera på elbas, Alan Malarowitz på trummor, August Burns på cello, Albert Moore på flöjt, och Elpidio Cobian på congas utgjorde gruppens uppsättning. Bland kändare låtar från gruppen kan "Motherless Child" nämnas. Den låten har även tolkats av andra artister, exempelvis Boney M.
År 1999 gjordes det en TV-film om bandet, se Sweetwater (film).

## Medlemmar
Nuvarande medlemmar
- Nansi Nevins – sång, gitarr
- Alex Del Zoppo – keyboard, bakgrundssång
- Fred Herrera – basgitarr
- Joe Brudley – sologitarr
- Mike Williams – trummor
- Henry Arias – slagverk

Tidigare medlemmar
- August Burns – cello (död 1980)
- Albert Moore – flöjt, bakgrundssång (död 1994)
- Alan Malarowitz – trummor (död 1981)
- Elpidio Cobian ("Peter") – trummor, congas

## Diskografi
Studioalbum
- Sweetwater (1968)
- Just for You (1970)
- Melon (1971)

Livealbum
- Live at Last (2002) (inspelad 7 april 2001 i Galaxy Theatre, Santa Ana)

Singlar
- "Motherless Child" / "Why Oh Why" (1968)
- "What's Wrong" / "My Crystal Spider" (1968)
- "For Pete's Sake" / "Rondeau" (1969)
- "Look Out" / "Just for You" (1970)
- "Day Song" / "Without Me" (1971)
- "Join the Band Pt. 1" / "Join the Band Pt. 2" (1972)

Samlingsalbum
- Cycles: The Reprise Collection (1999)